# Stazione di Borgo Vercelli
Stazione di Borgo Vercelli vasútállomás Olaszországban, Borgo Vercelli településen.

## Vasútvonalak
Az állomást az alábbi vasútvonalak érintik:
- Torino–Milánó-vasútvonal

## Kapcsolódó állomások
A vasútállomáshoz az alábbi állomások vannak a legközelebb:
- Stazione di Vercelli
- Stazione di Ponzana